# Radian Weapons
Radian Weapons是美國一家原位於奧勒岡州撒冷，現遷於雷德蒙的輕兵器及配件生產商。原名為AXTS Weapons Systems，於2016年11月7日改為現名。該公司主要生產AR-10/15系列的雙邊操作配件。

## 歷史及展望
AXTS Weapons Systems由Joshua Underwood於2010年成立，並推出AX556下機匣起家，及後以其高質量的AR-10/15雙邊操作配件及雙邊操作機匣聞名，但由於記得其「AXTS」名稱的人十分少，公司也對顧客無法正確唸和拼出其名稱而感到厭煩。因此公司決定於2016年11月7日更名為Radian Weapons，並將旗下的MI-T556卡賓槍更名為Model 1步槍，以凸顯其為市場高端產品的定位。
Radian Weapons除以自家品牌名義銷售外，亦有為不少如Faxon Firearms、Rainier Arms的製造商代工生產諸如槍機拉柄及射擊選擇鈕等配件，亦提供在RAPTOR拉柄柄體雷刻其他製造商的標誌的服務。
未來Radian Weapons考慮增設AX556下機匣的NFA Form 1雷刻服務，以便用家只需完成文件手續就能把步槍加工成短管步槍。同時Radian未來將注重於發展中等射程步槍。

## 產品

### 配件
Radian Weapons的主要商品為AR-10/SR-25及AR-15/M16的雙邊操作配件，如RAPTOR™雙邊槍機拉柄系列、TALON™射擊選擇桿系列等。由於Radian的產品多選用7075-T6鋁加工生產，並配以軍規硬膜陽極氧化處理（少數產品設有Cerakote或NP3塗層供用家選擇），因此其產品既耐用又輕量，受用戶喜愛。
在SIG推出其MPX和MCX系列步槍後，由於部分為AR-15設計的配件並不相容，Radian順勢推出為其設計的RAPTOR™雙邊槍機拉柄。
Q推出的Honey Badger亦採用了特製的RAPTOR-HB和0-70度TALON，特點為採用透明硬膜陽極氧化處理而呈金色，而此表面處理的強度為一般陽極氧化處理的兩倍。而採用透明硬膜的RAPTOR後來亦成為由Radian發售的正式產品。

### 槍械
Radian Weapons也有推出自家的AR-15系列槍械，並使用自家專利的A-DAC（Ambidextrous Dual Action Catch）雙邊操作系統，生產可完全雙邊操作的AR-15槍械。
Radian Weapons推出了AX556下機匣和Model 1上機匣，也有銷售完整的Model 1步槍（原稱MI-T556卡賓槍）。每把Model 1皆為接到訂單後由一位Radian的槍匠人手組裝並進行射擊測試等品質管制項目，同時Radian保證所有Model 1在使用競賽級彈藥時有小於1 MOA的精度，而Radian本身則是使用Black Hills Ammunition的77格林競賽級彈藥進行5.56公釐口徑版的精度測試。

## 授權生產
Radian目前僅有授權PTS生產用於軟氣槍的配件及Model 1的軟氣槍版本。市面上其餘外觀相似的產品皆為侵犯產品專利權的產品。

## 法律訴訟
2018年12月，Radian控告Stag所銷售的「Stag雙邊槍機拉柄」侵犯了其RAPTOR雙邊槍機拉柄的專利權，最終Stag向Radian賠償了補償金，並承諾不再銷售任何侵犯Radian專利的產品。Radian亦指出市場上有大量來自中國的侵權商品流入市場，而Radian亦會持續捍衛自身的產品專利權。
Radian亦控告了F1 Firearms侵犯了其RAPTOR雙邊槍機拉柄的專利權，而F1 Firearms亦曾向一名懷疑其為「中國產仿冒品」的買家表明其為肯塔基州生產的槍機拉柄，而非Radian所在的奧勒岡州。唯最終Radian撤回控告，而F1 Firearms在Facebook宣佈此結果時間接承認使用侵權商品，引起部分社群不滿。

## 資料來源
1. ↑  . Cheaper Than Dirt. 2016-11-07  [2019-06-18] （美国英语）.[]
2. ↑  . radianweapons.com.   [2019-06-18]. （原始内容存档于2019-06-18）.
3. ↑  Curtis, Rob. . Recoil. 2016-11-07  [2019-06-18]. （原始内容存档于2019-07-23） （美国英语）.
4. ↑  . radianweapons.com.   [2019-06-18]. （原始内容存档于2020-02-19） （美国英语）.
5. ↑  . PTS Syndicate.   [2020-02-24]. （原始内容存档于2020-02-24） （英语）.
6. ↑  Merrill, Dave. . Recoil. 2019-03-01  [2020-01-05]. （原始内容存档于2019-03-02） （美国英语）.
7. ↑  ,   [2020-01-05] （中文（中国大陆））